# (9766) Bradbury
(9766) Bradbury ist ein Asteroid des inneren Hauptgürtels, der am 24. Februar 1992 im Rahmen des Spacewatch-Projektes der University of Arizona am Kitt-Peak-Nationalobservatorium (IAU-Code 691) entdeckt wurde. Unbestätigte Sichtungen des Asteroiden hatte es schon im Mai 1981 am Palomar-Observatorium in Kalifornien (1981 JX4) sowie am 17. März 1988 am Karl-Schwarzschild-Observatorium im Tautenburger Wald (1988 FK1) gegeben.
(9766) Bradbury wurde am 11. November 2000 nach dem US-amerikanischen Schriftsteller Ray Bradbury benannt.